# Dômnio de Salona
Dômnio, também conhecido por Domino ou Domnione (em croata Duje; Antioquia, século III – Salona, 304) foi um bispo romano, que serviu como bispo de Salona, na Dalmácia.

## Hagiografia
Nasceu em Antioquia, mas viveu na cidade de Salona, da qual foi bispo e onde, segundo a tradição, foi martirizado a mando do imperador romano Diocleciano. Salona era uma grande cidade romana, capital da Dalmácia, perto de Split. O bispo sofreu o martírio com outros sete cristãos nas perseguições do imperador Diocleciano: foi decapitado em 304.
Outra tradição cristã (menos confiável) afirma que ele veio a Roma com São Pedro e foi então enviado por Pedro para evangelizar a Dalmácia, onde sofreu o martírio com oito soldados que se converteram.

## Culto
Seus restos mortais foram preservados desde o século VII dentro da catedral de Split dedicada a ele. Quando Salona foi saqueada pelos ávaros e eslavos no século VI, a população mudou-se para o vizinho Palácio de Diocleciano, ampliando a cidade de Split, que substituiu Salona como centro principal. São Dômnio tornou-se o padroeiro da cidade, e a catedral da cidade (a Catedral de São Domnius) foi construída no mausoléu do próprio Diocleciano, o imperador que o martirizou. A Basílica de São João de Latrão, em Roma, afirma possuir algumas das relíquias de Dômnio, uma vez que o Papa João IV, no século VII, solicitou que as relíquias de um mártir chamado Dômnio fossem trazidas para Roma.
É celebrado em Split como padroeiro no dia 7 de maio:

Em Split, na Dalmácia, na atual Croácia, São Dômnio, bispo e mártir, que teria sido morto durante a perseguição ao imperador Diocleciano.— Martirológio Romano

## Itens relacionados
- Arquidiocese de Split-Makarska